# Christine Gregoire
Christine O'Grady "Chris" Gregoire (phát âm /ˈɡrɛɡwɑr/; sinh ngày 24/3/1947) là một nhà chính trị Hoa Kỳ. Bà là Thống đốc thứ 22 tiểu bang Washington, Hoa Kỳ. Bà thuộc Đảng Dân chủ Hoa Kỳ
Chris O'Grady lớn lên ở Auburn, Washington cùng với mẹ là người làm nghề nấu ăn thức ăn nhanh. Sau khi tốt nghiệp trường trung học Auburn, cô học tại Đại học Washington ở Seattle, tốt nghiệp năm 1969 với bằng cử nhân. Cô theo học trường luật tại Đại học Gonzaga ở Spokane, nhận bằng Juris Doctor vào năm 1977.
Cô đã làm như một trợ lý tổng chưởng lý tại văn phòng của Tổng chưởng lý bang Slade Gorton, một Đảng viên Đảng Cộng hòa. Là một trợ lý tổng chưởng lý, Gregoire tập trung vào các trường hợp lạm dụng trẻ em, phối hợp với các nhân viên xã hội để đưa trẻ em ra thoát khỏi tình trạng gia đình lạm dụng và đưa chúng đến với người thân hoặc gia đình nuôi. Đứa con đầu của Gregoire, Courtney, được sinh ra ở Spokane vào năm 1979. con gái thứ hai của cô, Michelle, sinh năm 1984. Michelle chơi bóng đá cho các trường đại học Willamette ở Salem, Oregon.
Khi không ở Olympia, Gregoire sinh sống ở ngoại ô Lacey gần đó cùng với Michael chồng bà, hai vợ chồng cũng dành một phần của hầu hết các mùa hè tại một cabin bên bờ hồ Hayden, Idaho mà gia đình đã mua lại vào năm 1979. con gái của họ, Michelle và Courtney, cả hai đều tốt nghiệp trường trung học Olympia Olympia, Washington.
Năm 2003, cô được chẩn đoán bị ung thư vú ở giai đoạn đầu sau khi kiểm tra thường xuyên lên chụp quang tuyến vú. Cô đã phẫu thuật và hồi phục. Cô ấy đề cập đến cuộc chiến của cô với bệnh ung thư trong bài phát biểu về chăm sóc sức khỏe.